# Club Deportivo Nacional
El Nacional, anteriormente llamado Palmac o Nacional Palmac y conocido popular e históricamente como Club Deportivo Nacional o Los Pericos, es un equipo de fútbol mexicano que actualmente milita en la Tercera División de México. Tiene como sede la ciudad de Guadalajara en el estado de Jalisco. Actualmente juegan en la cancha del Club Deportivo Occidente, fundada en 1921 en el barrio de Atemajac. Fue otro de los equipos de breve estadía en el máximo circuito del fútbol mexicano. De este equipo surgieron grandes jugadores como el guardameta Roberto "Cacho" Alatorre, quien posteriormente fue portero del Cruz Azul, Veracruz y León; Hilario López goleador del Marte y Necaxa, José "El Dumbo" Rodríguez, jugador del Atlas y del Monterrey; Carlos Zapata, Javier Bazán, jugador del Monterrey y Pachuca, Juan Manuel Alejándrez, quien jugó con el Cruz Azul y Gallos de Jalisco y Ricardo Chavarín, jugador del Atlas, Universidad de Guadalajara y Coyotes Neza. 
A principios de la década de los años 1960, la ciudad de Guadalajara tenía cuatro equipos en Primera División Nacional, siendo ellos el campeonísimo "Chivas" de Guadalajara, "Zorros" del Atlas, "Mulos" del Oro y "Los Pericos" del Nacional, llamado así este último porque había sido formado en 1917 por jóvenes trabajadores de los Ferrocarriles Nacionales de México.
En los años 1940, en su etapa amateur, surgieron de este equipo jugadores de la talla de Tomás Balcázar, Lupe Velázquez y Jesús "Chuco" Ponce. Su apodo eran Los Pericos del Nacional porque sus colores eran verde y blanco. La camiseta era de franjas verticales alternadas verdes y blancas, cortos blancos, un uniforme muy similar al del club español Real Betis Balompié.

## Historia

### Resumen
Los orígenes del club se remontan al año de 1915 en el barrio de Mexicaltzingo de la ciudad de Guadalajara, Jalisco, naciendo a partir de otro Club llamado Único. El nombre Nacional fue acordado porque el club había sido formado en 1917 por jóvenes trabajadores de los Ferrocarriles Nacionales de México.
Ingresó en 1919 a la Liga de Jalisco en la categoría de Segunda Fuerza; para 1922 consiguió su primer título por lo cual ascendió a la  Primera Fuerza, aunque le pusieron trabas para su admisión y tuvo que jugar algunos partidos de prueba. Una vez instalado en la Liga de Primera Fuerza, ganaría un total de siete títulos en esta etapa, solo por debajo del Club Deportivo Guadalajara.
Con la creación de la Liga profesional, el Nacional quedó relegado a la Segunda división nacional. No lograría el ascenso sino hasta la temporada 1960-1961, luego de obtener el título en Segunda División, y entraría en sustitución del Celaya que quedaría en último lugar de tabla en la Primera división con solo 19 puntos.
Después del ascenso el club permanecería en primera durante cuatro temporadas, de la 1961-1962 a la 1964-1965, obteniendo un sexto lugar como mejor posición en la temporada de 1962-1963. El Ciudad Madero lograría el ascenso en 1965 y Nacional cedería su lugar al ser 16° y último en la Tabla General de la Primera División.
Cabe mencionar que en la temporada 1963-1964 el Nacional ya había quedado en el último lugar de la tabla; sin embargo, por una expansión de la Liga, de 14 a 16 equipos, cuando subieron el campeón de la Segunda División, las Liebres Blancas de Jasso (nombre oficial del Cruz Azul en ese tiempo) y el Club Tiburones Rojos del Veracruz, al ganar un triangular en la liga de ascenso de la Segunda División, el equipo permaneció en Primera División.
El club entonces tendría que seguir jugando en la Segunda división mexicana. En 1970 tuvo la oportunidad de regresar a Primera División cuando se jugó un torneo promocional para aumentar el número de equipos en Primera División a 18. Sin embargo el Nacional quedaría relegado al obtener el tercer lugar general por abajo de los Cañeros del Zacatepec campeón de la Segunda División y de los Camoteros del Puebla, oncena que ganó un torneo (en donde participaron además del Nacional, los Mastines de Naucalpan y el Unión de Curtidores) quienes ascenderían, para el inicio de la temporada 1970-1971.
El club jamás volvió a ascender y actualmente sigue participando en las ligas inferiores del fútbol mexicano. Actualmente se encuentra ubicado en el Grupo XI de la Tercera división.

### Era Amateur
Corrían años de Revolución en toda la República Mexicana, el siglo XX estaba a mitad de su segundo decenio y en plena guerra civil Guadalajara vio nacer en el año de 1915 a un equipo deportivo formado por un grupo de jóvenes vecinos de la calle San Cristóbal (después llamada 8 de Julio), en el barrio de Mexicaltzingo. Su nombre fue Club Victoria, nombre dado por ser el mismo que llevaba una fábrica de aguas gaseosas propiedad de los señores Ramírez, residentes del barrio y quienes apoyaron al club en sus inicios.
Su principal actividad y afición era practicar el fútbol con pelotas de hilachas y vejigas de res. Entre los fundadores del Victoria figuraban jóvenes como los hermanos Arámbula, los hermanos Yesser, Simón García, Antonio Rosales y Mateo Zepeda.
Por la misma calle San Cristóbal existía un pequeño Club que inició con el nombre de Barrio del Fuerte, que después cambió a Club Patronato y finalmente se conocido como Club de la Bajadita. Tanto el Victoria como el Bajadita entrenaban entre sí en plena calle y aunque en ocasiones las prácticas terminaban con golpes, posteriormente decidieron unir fuerzas y formar un solo club que representara a la calle San Cristóbal, y fue entonces que ingresaron los jóvenes Lorenzo Camarena y Alfonso "Sónfiras" Ávila.
Entre los años 1916 y 1917 se unieron al Club Standard, formado en las calles que hoy es Avenida Colón cerca del templo de Mexicaltzingo y formaron el llamado Club Único, gracias a la organización de los jóvenes Teófilo y Enrique Zúñiga, Luis de Anda, Juan Vázquez, Manuel Benavides, Manuel Figueroa, "El Chato" Guerrero, Simón "Cubetas" García, Calixto García, Isabel Huerta y Juan C. Aguilera.
El 31 de mayo de 1917 y bajo la dirección de Teófilo Zúñiga se cambió el nombre de Club Único a Club Deportivo Nacional. De Manuel Benavides y Simón García partió la idea de que el uniforme fuera camiseta a rayas verdes y blanco, pantaloncillo de este mismo color y el escudo en forma de águila albiverde, que se utiliza hasta la actualidad. Su primer presidente fue Luis de Anda, rigiéndose de acuerdo con las leyes y estatutos en vigor.
El campo de entrenamiento del Nacional estaba ubicado en el costado poniente del parque Agua Azul, donde en 1933 se fundó la Casa del Campesino. Ya teniendo en las filas del Club a Rafael y Francisco Fierro, Juan Lula, Delfino Valencia, Hilario López y Daniel López, en 1918 se formaron varias oncenas que por primera vez participaron en la Liga de fútbol de Segunda y Tercera Fuerza del estado de Jalisco.
Ese año en una sesión realizada por la Junta de la Liga de Segunda Fuerza el 26 de noviembre, se acordó separar de la misma a los equipos Jalisco, Nacional, Olímpico B y Colón por no tener la categoría necesaria y se tomó la decisión de formar la Liga de Tercera Fuerza con los conjuntos mencionados y otros invitados. Sin embargo, el 8 de diciembre la Liga Mayor de Fútbol desautorizó lo anterior y por lo tanto continuó la Liga de Segunda integrada por los equipos Nacional, Jalisco, Olímpico B, Colón, Atlas, Reforma, Olímpico A, Corona, Veloz y Adama, este último campeón del anterior torneo.
En 1922 el Nacional obtuvo el subcampeonato de la Segunda Fuerza, recibió un diploma y tuvo derecho a un trofeo que no le entregaron por escasez de fondos de la directiva de la Liga. En su lugar le donaron un artístico Calvario con figuras de madera que el Club donó a su vez a la señora Irinea Santacruz viuda de Camarena, progenitora del jugador Lorenzo Camarena.
Ese mismo año se concertó una serie de juegos de Tercera Fuerza con la oncena de Tigres del Club Colón, organización deportiva que desapareció dejando un historial brillante en el balompié de Jalisco.
La directiva del club encabezada por Teófilo Zúñiga inició las gestiones para ingresar a la Primera Fuerza, donde militaban el Guadalajara, Atlas, Veloz y Colón. El Nacional salió bien librado de un juego contra el Guadalajara de Primera Fuerza con motivo del onomástico de Ángel Bolumar, jugador de este último equipo, y entonces los señores Gerardo Acevez y Francisco de la Peña, del Club Colón, promovieron una prueba que marcó la aceptación de "Los Pelados de Mexicaltzingo" en la máxima categoría futbolera, precisamente en la temporada 1922-1923.

#### Temporada 1923-1924
Para sorpresa de los conocedores, en la temporada 1923-1924, el Nacional quedaría como segundo lugar de la Primera Fuerza del estado de Jalisco, gracias a la gran actuación de sus jugadores Alfonso Ávila, Lorenzo Camarena, Rafael Fierro, Juan Valencia, Manuel Benavides, Simón García, Juan Vázquez, Teófilo Zúñiga, Luis Valencia, Miguel Alatorre y Daniel Gómez, así como de los suplentes Calixto García, Isabel Huerta, Francisco Espinosa, Francisco Fierro e Hilario López.
Después de siete años de lucha bajo la presidencia de los jóvenes Luis de Anda, Alfonso Ávila, Manuel Benavides, Pablo Ruiz, Luis Fierro, Lorenzo Camarena y Tomás Pineda, así como la activa labor del organizador y fundador Teófilo Zúñiga, el Nacional probaría un pequeño trozo de gloria.

#### La primera gira a la Ciudad de México
En el receso del Campeonato 1923-1924 el Nacional realizó su primera gira a la capital de la República, jugando una serie contra el Real Club España. Los albiverdes perdieron la serie ante los hispanos, entonces amos y señores del fútbol nacional, a pesar de haber sido reforzados por jugadores del Club Marte.
Posteriormente se jugó una serie contra el Club Alianza de la ciudad de Guadalajara, en la cual los nacionalistas ganaron la Copa Latino-Nacional.

#### Temporada 1924-1925
El campeonato 1924-1925 lo ganó el Guadalajara, después de un penalti marcado contra el Nacional que provocó protestas e inconformidades en el ambiente deportivo.
El duelo final fue entre Guadalajara y Nacional;  Chivas tenía 10 puntos y a Nacional le bastaba con el empate para coronarse. El duelo se realizó el domingo 5 de abril y el público desbordó el estadio, incluso antes del encuentro se presentaron una serie de incidentes con los soldados que hacían guardia alrededor del campo, debido a que el empuje de la multitud fue bastante, se arrolló a soldados armados y entonces por accidente se disparó una carabina por lo cual los soldados empezaron a disparar al viento en medio de la avalancha de gente, siendo este asunto resuelto por los mismos jugadores del Deportivo Guadalajara.
Después de intensos momentos del primer tiempo, el primer gol se registró para el Guadalajara y fue de Anastasio Prieto, quien recibió la pelota a pase de "El Chato" Aceves, superando a Ávila el portero del Nacional. El empate caería hasta el segundo tiempo, después de que Fausto Prieto perdió el balón en una jugada que culmina el "Zuavo", jugador del Nacional, y a partir de ese momento el dominio pasó a los botines de los albiverdes.
Tiempo después en una llegada de la ofensiva guadalajarista el árbitro marca un penal, los del Nacional mostrando su descontento deciden abandonar el campo con excepción de Francisco Fierros, quien simplemente se queda recargado en el poste de la portería que defendía Arias, quien ya había abandonado el terreno, Anastasio Prieto se encargó de ejecutar el penal pero Fierros ingresó al campo y lo tapó. Después de esta acción los jugadores regresaron y al poco tiempo el árbitro dio por terminado el partido.
El empate le daba el título al Nacional, sin embargo los jugadores rojiblancos no aceptaron esta decisión arbitral y la apelaron, enfatizando que cuando Anastasio Prieto ejecutó el penal, Francisco Fierros sin ser el arquero en funciones y encontrándose atrás del marco intervino para interrumpir las acciones violando las reglas.
El asunto fue atendido por la Asociación de Fútbol, donde hubo opiniones divididas y ambos equipos tuvieron partidarios, por lo que el asunto tuvo que pasar a la jurisdicción de terceras personas de mayor criterio, siendo los señores Trinidad Agredano, Maximiliano Prieto y Fernando Díaz, miembros del Colegio de Árbitros los que decidirían. El 21 de abril la Asociación acordó por unanimidad, que el partido se repetiría el día 17 de mayo, contando con el apoyo de los dos equipos.
El juego se llevó a cabo en el día mencionado, las 4:15 de la tarde era la hora pactada en la que los jugadores de ambos equipos ya se encontraban en el campo, haciendo las funciones de árbitro el señor Hernández. Las alineaciones fueron:
- Guadalajara: F. Prieto, D. Huerta, Arias, J. Aceves, G. Prieto, Pellat, Aceves, A. Prieto, Carranza, González y H. Huerta.
- Nacional: A. Ávila, L. Camarena, R. Fierros, Benavides, López, García, Zúñiga, Valencia, Alatorre, D. Gómez y J. Vázquez.

La primera mitad terminó sin goles, con un ligero dominio de los del barrio de Mexicaltzingo. Al poco tiempo de iniciado el segundo tiempo se marca un penal a favor del Nacional, el cual fue ejecutado de manera pésima, pegando el balón en el poste, esta acción sacó fuerzas de flaqueza en el grupo rojiblanco, el cual empezó a invadir la parcela de los del Nacional.
Higinio "El Perico" Huerta sacó un disparo a la portería que pegaría en el travesaño, volviendo al campo de juego donde fue rematada por Carranza anotando así el primer y único gol rojiblanco, suficiente para coronarse campeones una vez más.
A partir de ese momento se empieza a gestionar lo que sería la principal rivalidad del fútbol de Jalisco durante la época amateur, el clásico Nacional contra Guadalajara.

#### Temporada 1925-1926: El primer título
El torneo siguiente marcó el primer gran triunfo de los albiverdes en la Liga de Primera Fuerza, pues con la llegada de nuevos elementos como Aurelio "Mortero" Delgado, Lorenzo González, José María Chávez y Antonio Casillas, se fueron supliendo algunos veteranos y se lograría el campeonato de liga.
Ya en esa época los famosos clásico con el Guadalajara hacían que fuera insuficiente la capacidad de los parques Guadalajara y Paradero para dar alojamiento a los aficionados.
El Nacional se fue afianzando en la punta de la tabla de posiciones llegando invicto a la penúltima jornada, que se disputó el 9 de mayo de 1926 cuando enfrentó al Atlas que contaba con 13 puntos, mientras que el Nacional llevaba 15. El partido terminó 3 goles a 2, a favor de los albiverdes del Nacional, con lo que se colocaban con 17 puntos y al Guadalajara le fue imposible alcanzarlo, terminando con 15 puntos y el subcampeonato.

#### Primer cisma
En el receso de la temporada 1925-1926 se suscitó el primer cisma en el fútbol organizado de Jalisco, dividiéndose en dos grupos, en el primero quedaron comprendidos el Guadalajara, Atlas, Reforma, Atlante y Oro, mientras que en el segundo grupo el Nacional lucía como gran favorito sobre el Latino, Marte, Alianza, Favorita y Fortuna.
En octubre de 1926 el grupo de Atlas-Guadalajara contrató al Real Club España para una serie con una selección de los dos equipos, y por su parte Nacional contrató al Necaxa verificándose los juegos en las mismas fechas.
Concluida las series, el Deportivo Nacional volvió al grupo Guadalajara-Atlas por lo que de inmediato se organizó el campeonato oficial y la oncena albiverde obtuvo el máximo galardón de Primera Fuerza. En la última jornada el Nacional lograría ganarle al Oro por marcador 4-1 y para la siguiente lograría sacar una victoria sobre el Atlante, logrando arrebatarle el título al Guadalajara y Atlas quienes iban a disputar un desempate por el trofeo al estar igualados con 14 puntos.

#### Tiempos difíciles
En ese tiempo se creó el primer cuerpo directivo para controlar el fútbol en todas las categorías de Jalisco. Esta autoridad se denominó Federación Deportiva Occidental de Aficionados,  siendo su primer presidente el señor Carlos M. Collignon.
Se disputó y organizó el segundo campeonato nacional de fútbol de Primera Fuerza en el que tomaron parte las selecciones del Distrito Federal, de Jalisco y de Veracruz. Se realizó en la Ciudad de México quedando campeón el Distrito Federal y subcampeón Jalisco, destacándose en esa selección Fausto Prieto, Anastasio Prieto, Juan José Castañeda, Luis Fierro, Aurelio Delgado, Lorenzo Camarena, Luis Valencia, Juan Vázquez y Gabriel Aceves.
Pero después de probar las mieles, el club recibiría un golpe duro al perder a tres magníficos elementos de sus filas, el primero fue Daniel Gómez quien fue asesinado en una cantina, mientras que Hilario López y Miguel de la Torre se fueron a la capital del país e ingresaron en el equipo Guerra y Marina.
La directiva se reorganiza con la presencia de los señores Daniel Jaime, Francisco Cueva, Francisco Morales, Santos Silva, José María Martínez, Francisco Cordero Ávila, J. Jesús Arreola, Franciso Higareda, Ramón de Anda y Alfonso Rosales.

#### Las fuerzas inferiores
Los campeonatos de Primera Fuerza de 1927 a 1930 fueron ganados por el Guadalajara, hábilmente dirigidos por Everardo Espinosa, quienes dejaron en la orilla al club albiverde en las tres ocasiones.
En 1927 se acordó que los clubes de fútbol organizaran oncenas infantiles y juveniles, lo cual desde luego se llevó a efecto. Las primeras personas que se echaron a cuestas la labor de entrenar a los menores fueron los señores Juan Figueroa, del Guadalajara; Jesús B. García y Antonio Carrasco, del Oro; Braulio Padilla, del Marte; Teófilo Zúñiga y José Trinidad, Meza del Nacional, e Ignacio Cisneros, de una fábrica de galletas que presentó una oncena con el nombre de Jalisciense y conquistó el primer campeonato infantil.
Para 1928 el Nacional se convirtió en el monarca de los Torneos Relámpagos de infantil, en esta escuadra estaban incluidos los niños Paco Medrano, José Limón, J. Jesús Ruelas, Salvador Morales, J. Guadalupe González, Luis Salas, Hermilo Zamora, Agustín García, Tranquilino González y "El Polaco".

#### Copa Aviación
Al ser inaugurado en 1928 el campo de aviación que existía en Las Juntas y que se llamaba "Alfonso Ceballos", dentro del programa de festejos quedó comprendido un encuentro entre la Selección Jalisco y el Guerra y Marina, habiendo jugadores del Nacional por los dos equipos, mientras Hilario López venía con el Marte, la selección Jalisco estuvo repleta de albiverdes en esa ocasión.
Se disputaron un trofeo que fue donado por el entonces presidente Lázaro Cárdenas, ganándolo Jalisco, pero que posteriormente sería donado al Club Nacional después de conquistar el título de 1930-1931 tanto en Primera Fuerza como en Tercera y Juvenil.

#### Servicio Médico
En 1928 se implantó el servicio médico. El señor José María Martínez, miembro de la directiva del Club Deportivo Nacional y que había pertenecido al cuerpo médico militar en el tiempo de la revolución, arregló un buen botiquín para servicios de urgencia a jugadores en los juegos de Primera Fuerza, oficiales y extraoficiales.
Los primeros médicos titulados los tuvieron los clubes Atlas y Guadalajara. A este último le prestó servicios el doctor Anastasio Prieto quien  había sido jugador rojiblanco en la época de oro del fútbol amateur.

#### Se fue Lorenzo "La Yegua" Camarena
En 1930 el Nacional perdió a uno de sus mejores jugadores, ya que Lorenzo Camarena siguió el ejemplo de su amigo Hilario López y se unió a las filas del Club Deportivo Marte, del que era presidente el general Jesús Aguirre.
En agradecimiento por la gran labor de Lorenzo en las filas albiverdes, la directiva Nacional le obsequió su carta de retiro. Del Club Marte, Camarena pasaría más tarde al Necaxa donde con sus paisanos Ignacio Ávila, Pérez, Estrada, Lozano, López y Ortiz integró el famoso equipo de los «Once Hermanos».

#### Llegan otros dos campeonatos
Al marcharse Camarena de las filas del Nacional, fueron contratados José "Carbonero" Sánchez, José Sánchez Mut, Teodoro Alba, Lorenzo González, "El Salero", Manuel Vázquez que junto con Luis Valencia, Juan Vázquez, Aurelio Delgado, R. Sánchez, Delfino Ríos, "El Sihuín" y "El Talache", estos dos últimos del Atlético Latino, conquistaron para los albiverdes los campeonatos de 1930-1931 y 1931-1932 de Primera Fuerza.

#### Temporada 1933-1934
Por quinta vez el equipo de Primera Fuerza se apoderó del título de Liga, esta vez bajo la dirección de Luis Valencia, Juan Vázquez y Ramón Sánchez, teniendo en su plantel a Francisco y Enrique Muñoz, Antonio Rodríguez, Juan Salcido, J. Jesús Ruelas, Hermilo Zamora, Manuel García, José Luna, José Guzmán, Jesús López "Moco III", Juan López "Moco II", Rosalío Morales, J. Trinidad González, Santos Sandoval y Luis Valencia, el capitán de la oncena; Francisco de la Mora era el entrenador.

#### Nacional vs Audax Italiano de Chile
En 1933 se concertó una serie contra el Audax Italiano de la República de Chile, que venía haciendo una gira por México. Después de contender con equipos de la capital de la República, viajó a Guadalajara a sostener una serie de encuentros con el Latino, el Guadalajara y el Nacional.
Ello sucedió en el mes de abril y correspondió al Nacional abrir la serie. El resultado fue un empate a dos goles y el equipo que defendió los colores nacionalistas fue reforzado con jugadores del Guadalajara.
Había de por medio una copa cedida por el señor José Vega González y en vista de empate a los señores Alfonso Rosales y José María Martínez, Delegados del Club Nacional, se les ocurrió la idea de partir el trofeo, lo que se llevó a cabo a pesar de que la Delegación del Audax no lo admitía al principio.

#### Se fue el título de Liga, pero regresó
En febrero de 1934 se concertó un juego en la Ciudad de México contra el Real España y los hispanos vencieron a los nacionalistas por 7-5.
Para la temporada 1934-1935 el Guadalajara resulta campeón y en la siguiente el Atlas se alza con el título. Fue también en 1935 cuando se enfrentó al Necaxa de los «Once Hermanos», quienes acababan de regresar de Costa Rica con el título de Campeón Centroamericano.
Gracias a las gestiones del presidente albiverde, Jesús Mendoza Gámez, el Necaxa pudo viajar a Guadalajara, donde el Nacional dio la sorpresa y gana por 3 goles a 1. Este juego tuvo como escenario el campo Guadalajara y formaron parte del cuadro titular del Nacional, entre otros, Esteban "El Poeta" Pérez, Antonio Villegas, José Núñez, Antonio Ramos, Juan Salcido, Antonio Casillas, J. Jesús Ruelas, Hermilo Zamora, Jesús López, y Joaquín y Jesús Padilla.

#### Otros triunfos
El Club Nacional cerró el ciclo de campeonatos de Primera Fuerza al ganar el sexto y el séptimo títulos en los años 1937-1938 y 1939-1940; antes había sido subcampeón en 1935-1936 y todavía obtuvo los subcampeonatos de 1940-1941 y 1949-1950.
Cuando Manuel P. Carrillo era presidente del club albiverde, hubo una invitación de los equipos de la capital de la República y el club cedió jugadores a la Selección Jalisco que participaría hasta 1942-1943 en la Liga de la Ciudad de México.
Después de la profesionalización del fútbol mexicano el club queda relegado de los primeros planos, por lo que forma junto con el Oro, Latino y Marte el Fútbol Único de Occidente, torneo donde logra el subcampeonato.

### Los años 40s
En los años cuarenta, en su etapa amateur, surgieron de este equipo jugadores de la talla de Tomás Balcázar, abuelo de Javier "Chícharito" Hernández, Lupe Velázquez y Jesús "Chuco" Ponce. Su apodo eran "Los Pericos" del Nacional porque sus colores eran verde y blanco. La camiseta era de rayas verticales alternadas verdes y blancas, y cortos blancos,  colores muy similares a los del club español Real Betis Balompié.
En la temporada 1944-1945 tomaron las riendas del Nacional, Alfonso Rosales, José T. Meza y Mateo Zepeda, con un reducido grupo de colaboradores entre los que destacaba José Ramírez. Las oncenas albiverdes habían sido desmanteladas de sus mejores jugadores, que se fueron a otros clubes aprovechando el cisma o porque se les dio permiso.
A partir de 1946 hasta 1951 el señor Daniel Jaime y sus hijos se hicieron cargo del club y siguieron luchando por mantenerlo en un plano destacado dentro de nuestro fútbol. El plantel nacionalista siguió siendo vivero de grandes futbolistas, entre los que surgieron arrolladoramente Jesús "Chuco" Ponce y Tomás Balcázar que posteriormente serían parte del Campeonísimo Guadalajara.
El mando del club pasó a manos del señor Antonio Casillas en 1951 terminando su gestión en 1954, año en el que se hizo cargo J. Guadalupe Vargas, gracias a cuyas incesantes y hábiles gestiones el Deportivo Nacional ingresó a la Segunda División de México dos años después concluyendo la etapa amateur del club albiverde.

#### 1950s: inicio en la Segunda División
En los años 1951-1954 Antonio Casilla es el dueño del club, quien lucha por su propiedad,  y así en 1954 lo vende a J. Guadalupe Vargas, cuando el Nacional fue invitado a participar en Segunda División en el Torneo de Copa México 1956-1957. El ingreso del Club Deportivo Nacional a la Segunda División se hizo oficial el día 26 de febrero de 1956. Los Pericos jugaron su primera temporada en la Segunda división mexicana en ese mismo año.
Su primer partido fue el 18 de julio frente a los Cajeteros del Club Celaya siendo el marcador una derrota por 2 goles a 1, la segunda jornada fue de visitante y para la tercera volvería a jugar como local, esto fue el 1 de agosto contra el Club de Fútbol Laguna, ganando por marcador de 4 a 3.
Cuatro años después, de (1956-1961) jugó en la Segunda División. Y en la temporada 1960-1961 obtuvo el campeonato de la Segunda División y ascendió a Primera División al mando del entrenador Javier Novello.

#### 1960s Primera División de México
En los inicios de la década de los sesenta la ciudad de Guadalajara tenía cuatro equipos en Primera División Nacional, siendo ellos el campeonísimo Guadalajara, Atlas, Oro y Nacional, llamado así este último porque había sido formado en 1917 por jóvenes trabajadores de los Ferrocarriles Nacionales de México. Cuatro años después, en la temporada 1960-1961 ascendió a Primera División al mando del entrenador Javier Novello.
En su primera temporada en el máximo circuito del fútbol mexicano, la 1961-1962, fue dirigido por el húngaro Arpad Fekete, quien solicitó a cuatro jugadores brasileños para reforzar a los "Pericos", siendo ellos el guardameta Albertinho, el defensa central Rubens Bertanini, los delanteros Olinto Rubini y Canhoteiro.
En este desaparecido equipo jugaron también los costarricenses Jorge "El Palmareño" Solís y Evelio "El Tico" Alpízar, dos defensas centrales de respeto, que pese a su veteranía aportaron mucho al Nacional, un conjunto que jugaba bien al fútbol tanto de local como de visitante, aunque arriesgara el resultado. El club jugó su primer torneo en la Primera División de México, en la temporada 1960-1961. El club finalizó el torneo con un récord de 7 ganados, 9 empatados y 10 perdidos anotando 30 goles y recibiendo 44 finalizando empatados en el 8° lugar junto a los equipos Jaibos de Tampico y los Potros de Hierro del Atlante FC con 23 puntos. Ese mismo año subió a la Primera División el CD Zacatepec y descendió a la Segunda División el Celaya.
En el torneo 1963-1964 el club finalizó en último lugar con un récord de 4 ganados, 4 empatados y 18 perdidos, anotando 26 goles y recibiendo 71 goles con un total de 12 puntos pero no hubo descenso dado que la Liga aumentó de 14 a 16 equipos, y el Nacional fue autorizado para competir en un torneo para mantenerse en la Primera División, ganó el torneo y el derecho de permanecer en la máxima categoría, sobre los Tiburones Rojos de Veracruz, que ocuparon el 2° lugar y equipo 16, quedando fuera el Ciudad Madero al quedar en el 3° lugar y el Poza Rica al quedar en al 4° lugar. Cruz Azul fue el campeón de la Segunda División y pasó a ser el equipo 15.
En el torneo 1964-1965 el equipo inició perdiendo contra el Club América 2-1, 3-0 contra el León y en la tercera fecha perdió 2-1 contra los Canarios del Morelia. En la cuarta jornada perdieron 2-0 contra el C.F. de la Pandilla del Monterrey y la quinta jornada perdieron ante los Diablos Rojos del Club Deportivo Toluca 2-0. En la sexta jornada, fueron derrotados, humillados y goleados 6-1 por los Mulos del Oro, y en la jornada siete perdieron en la Ciudad de México, al ser goleados por los Pumas de la UNAM 5-1. En la jornada 8 el club al fin pudo obtener su primer punto contra los Electricistas del Necaxa al empatar a cero goles. El club tuvo un año muy malo y fue enviado a la Segunda División, siendo esa su última temporada en la Primera División. Su último partido de Liga lo jugó el 23 de diciembre de 1964 contra el Atlante y perdió por 3-1, derrota que determinó su regreso a Segunda División, en la cual siguió militando varias temporadas e intentó regresar en noviembre de 1970 en un Torneo de Promoción, posterior a la Copa del Mundo de 1970, cuando se aumentó la Liga de 16 a 18 equipos.
Su estancia en Primera División fue de tan sólo cuatro años, de la temporada 1961-1962 a la 1964-1965. Los goleadores del Nacional fueron Carlos Zapata con 13 tantos, Tito Gutiérrez con 12, el brasileño Olinto Rubini con 11, el argentino Dante "El Morocho" Juárez con diez y José "El Dumbo" Rodríguez con ocho.

#### Promoción para el ascenso a la Primera División
En esa Liguilla Promocional participaron el Nacional de Guadalajara, el Unión de Curtidores de León, los Mastines de Naucalpan y los Camoteros del Puebla, logrando el ascenso el equipo de La Franja. Después de esta promoción, el equipo comenzó a decaer y cambiar de sede, primero el Estadio Tecnológico de la UDG y posteriormente a Ciudad Guzmán. En 1979 el equipo fue vendido y se convirtió en los Satélites de Tulancingo.

### Diversos equipos bajo el nombre
Tras su desaparición en 1979, el Nacional fue creado en diversas ocasiones en Tercera División, siendo la más larga la que concluyó en 2015. Posteriormente, en el año 2017, se volvió a crear un nuevo equipo, el cual fue registrado originalmente como PALMAC (Presidente Adolfo López Mateos, Asociación Civil) y fue conocido como Nacional PALMAC; posteriormente, en 2019, esta escuadra recuperó su nombre original y es la representante actual del Club Deportivo Nacional.

### Época Amateur de otros deportes
Durante esta época el Nacional bajo la atinada dirección de los señores Jaime Morales y Luciano Luna organizó una novena de béisbol de primera fuerza y dos quintas de básquetbol varonil y femenil que obtuvieron los campeonatos de Tercera fuerza.
Se acordó igualmente crear un periódico semanario llamado Nacional, mismo que circuló algún tiempo, siendo su director el señor Gumersindo L. García y su jefe de Redacción el señor Alfonso Rosales.

## Afición

### Porra Femenina
Entre los años 1924-1925 la señora Teodora Flores era quien dirigía en el campo la porra femenina, junto con su hermana Simona y cada vez que jugaba la oncena de Primera Fuerza, ofrecía suculentas cenas a los jugadores en su domicilio de Mexicaltzingo 439.
La llamaban la "Comadre del Nacional" y efectivamente fue comadre de Lorenzo Camarena, Hilario López, Mateo Zepeda y otros deportistas.

## Palmarés

### Torneos nacionales

#### Era amateur
- Liga Amateur de Jalisco (7) 1925-1926, 1926-1927, 1930-1931, 1931-1932, 1933-1934, 1936-1937, 1938-1939.

#### Era profesional
- Segunda División de México: 1960-1961
- Copa de la Segunda División de México 1957-1958[4]

El 6 de abril de 1958 Nacional vence 6-4 en tanda de penales en el Tec al Monterrey. El 30 de marzo Monterrey había ganado 3-1 en Guadalajara, pero los Pericos triunfaron 2-0 en el de vuelta y forzaron los penales.
- Campeón de Campeones de Segunda división 1958

#### Otros torneos
- Liga Interzona No. 16: 1958-1959, 1961-1962
- Copa Leguer Lizaldi: 1961, 1962

## Temporadas
| Temporada | División           | Posición      |
| --------- | ------------------ | ------------- |
| 2017/2018 | 5.Tercera División | 16°. Grupo XI |
| 2018/2019 | 5.Tercera División | 18°. Grupo X  |
| 2019/2020 | 5.Tercera División | 16°. Grupo X  |
| 2020/2021 | 5.Tercera División | 20°. Grupo X  |